# Abd al-Wahhab al-Bayati
Abd-al-Wahhab al-Bayatí (àrab: عبد الوهاب البياتي, ʿAbd al-Wahhāb al-Bayātī) (Bagdad, 19 de desembre de 1926 - Damasc, 3 d'agost de 1999) fou un poeta iraquià. Pertanyent a la generació dels cinquanta o del vers lliure, és considerat com un pioner al seu camp, ja que va desafiar la forma convencional de la poesia que havia estat comuna durant segles. La seva obra és de gran transcendència per comprendre l'evolució de la literatura àrab contemporània.
Des de jove va participar en activitats considerades antigovernamentals, per la qual cosa va haver d'abandonar Iraq. Durant diversos anys va exercir d'Agregat Cultural de l'ambaixada iraquiana a Moscou i posteriorment a Madrid. El 1995 el govern iraquià el va privar de la seva ciutadania per viatjar a Aràbia Saudita per participar en un festival poètic, i va passar els seus darrers anys de vida exiliat a Damasc. Va morir en aquesta ciutat el 3 d'agost de 1999.
Al-Bayatí és considerat per excel·lència com el poeta que ha patit el desterrament i l'autoexili entre els poetes àrabs contemporanis. La seva obra es caracteritza per una referència constant a la màgia, on és possible el retrobament entre la mateixa literatura àrab i la moderna occidental. El llegat d'al-Bayatí és d'una gran transcendència per comprendre l'evolució de la literatura àrab.